# Майкл Касл
Майкл Ньюболд «Майк» Касл (англ. Michael Newbold «Mike» Castle; 2 липня 1939, Вілмінгтон, Делавер — 14 серпня 2025, Грінвілл, Делавер) — американський юрист і політик. Член Республіканської партії, один з лідерів її ліберального крила.
Касл був губернатором штату Делавер з 1985 по 1992, з 1993 по 2011 рік — єдиний представник Делаверу у Палаті представників США.